# 戦勝記念塔 (バンコク)
戦勝記念塔（せんしょうきねんとう、タイ語: อนุสาวรีย์ชัยสมรภูมิ, アヌサーワリーチャイサモーラプームあるいは単にアヌサーワリーチャイとも）とは、タイ王国のバンコク、ラーチャテーウィー区にある記念塔である。

## 概要
タイ王国軍は、1940年から1941年に渡って起こったタイ・フランス領インドシナ紛争でフランス軍と戦って勝利した。この勝利を祝うとともに、この戦争で戦没したタイ王国軍将兵を慰霊するために、1941年にタイ王国の首都のバンコクに建てられた。

## 位置
この塔は、パホンヨーティン通りとラチャウィティ通りが交差する所に位置し、周囲はロータリーとなっている。

## 交通
パホーンヨーティン通り上には、バンコク・スカイトレイン（BTS）スクムウィット線が走っており、アヌサーワリーチャイサモーラプーム駅（戦勝記念塔駅）からスカイブリッジを通り、このロータリーに出られる。
ロータリー外側全周がバス停となっており、路線バスが多数発着しているほか、ハイエースを使用した（一般的にはロットゥーと呼ばれる）乗合バンも一部が発着している。
なお、上記のロットゥーについては、かつては全路線がここを発着としていたが、現在は政府の方針により交通渋滞緩和のため、タンマサート大学（ランシット・キャンパス）など近距離便のみの発着となっているため注意が必要。アユタヤやメークローン駅方面などの長距離便はこの戦勝記念塔ではなく市内の東・南・北の各ターミナルからの発着に変更されている。